# Galium kenyanum
Galium kenyanum är en måreväxtart som beskrevs av Bernard Verdcourt. Galium kenyanum ingår i släktet måror, och familjen måreväxter. Inga underarter finns listade i Catalogue of Life.